# 日産・F-Alphaプラットフォーム

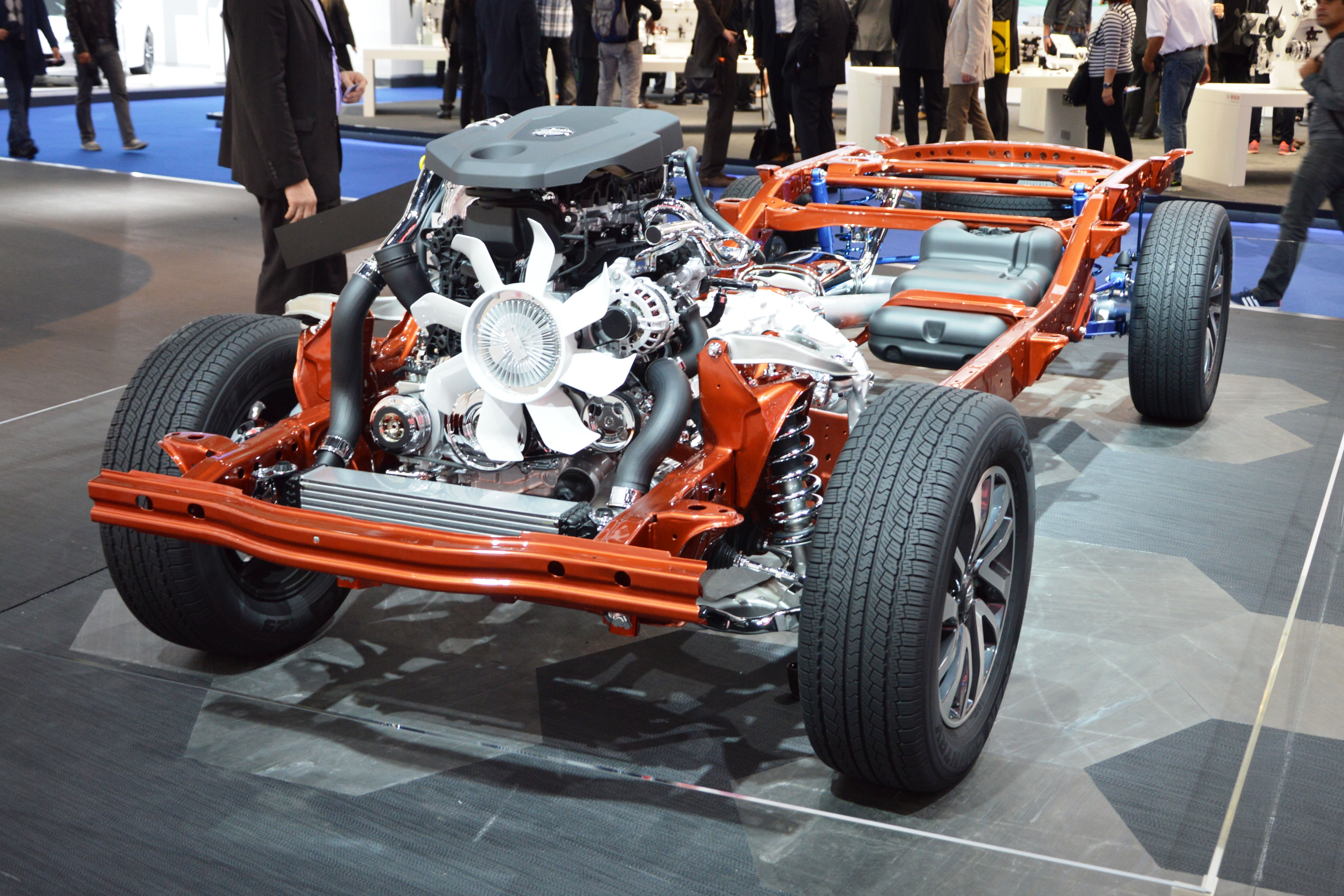
D23型系ナバラのエンジン付きシャシー

日産・F-Alphaプラットフォームとは、日産自動車のフルサイズからミッドサイズまでのバンを含むライトトラック、スポーツ・ユーティリティ・ビークル（SUV）用後輪駆動・四輪駆動向けラダーフレーム式プラットフォームの名称である。

## 採用車種
- タイタン
- アルマーダ（TA60型系）
- フロンティア (D40型系)
  - スズキ・イクエーター（D40のOEM）
- エクステラ（N50型系）
- インフィニティ・QX56（JA60型系）
- 日産・NV
- 日産・パスファインダー（R51型系）
- 日産・テラ
- 日産・ナバラ